# Кипфенберг
Кипфенберг (њем. Kipfenberg) град је у њемачкој савезној држави Баварска. Једно је од 30 општинских средишта округа Ајхштет. Према процјени из 2010. у граду је живјело 5.655 становника. Посједује регионалну шифру (AGS) 9176138.

## Географски и демографски подаци
Кипфенберг се налази у савезној држави Баварска у округу Ајхштет. Град се налази на надморској висини од 378 метара. Површина општине износи 81,5 km². У самом граду је, према процјени из 2010. године, живјело 5.655 становника. Просјечна густина становништва износи 69 становника/km².